# Station Skotbu
Station Skotbu (Noors: Skotbu stoppested)  is een spoorwegstation in Skotbu in de gemeente Ski in Noorwegen. Het station uit 1908 ligt aan de oostelijke tak van  Østfoldbanen. Skotbu wordt bediend door de stoptreinen van lijn L22 die pendelen tussen Skøyen en Mysen.